# Шульгин, Владимир Ильич
Влади́мир Ильи́ч Шульги́н (род. 22 апреля 1961) — советский легкоатлет, специалист по прыжкам с шестом. Выступал на всесоюзном уровне в первой половине 1980-х годов, бронзовый призёр Спартакиады народов СССР, бронзовый призёр чемпионата СССР. Представлял Алма-Ату. Мастер спорта СССР международного класса. Позднее — успешный тренер по лёгкой атлетике в МГФСО Москомспорта.

## Биография
Владимир Шульгин родился 22 апреля 1961 года. Занимался лёгкой атлетикой в Алма-Ате, окончил Казахский государственный институт физической культуры.
Впервые заявил себе в прыжках с шестом в сезоне 1981 года, выиграв турнир в Днепропетровске.
В 1982 году стал бронзовым призёром на чемпионате СССР по прыжку с шестом в Ташкенте.
В 1983 году на чемпионате страны в рамках VIII летней Спартакиады народов СССР в Москве вновь взял бронзу.
В 1984 году занял четвёртое место на Мемориале братьев Знаменских в Сочи.
В июне 1985 года завоевал бронзовую награду на соревнованиях в Риге, установив при этом свой личный рекорд — 5,71 метра.
За выдающиеся спортивные достижения удостоен почётного звания «Мастер спорта СССР международного класса» (1981).
После завершения спортивной карьеры проявил себя на тренерском поприще, работал в Спортивной школе олимпийского резерва в Москве. За долгие годы тренерской деятельности подготовил ряд титулованных спортсменов, добившихся высоких результатов в прыжках с шестом. Среди наиболее известных его воспитанников:
- Павел Бурлаченко — чемпион России (1998);
- Вадим Строгалёв — чемпион России, участник Олимпийских игр (2004);
- Леонид Кивалов — чемпион Европы среди юниоров, серебряный призёр Универсиады (2007);
- Павел Прокопенко — чемпион Европы среди молодёжи, участник чемпионата мира (2007);
- Ангелина Жук-Краснова — бронзовый призёр чемпионата Европы (2014);
- Иван Гертлейн — серебряный призёр чемпионата России, участник чемпионата мира (2015);
- Дмитрий Желябин — победитель командного чемпионата России (2018);
- Тимур Моргунов — серебряный призёр чемпионата Европы (2018);
- Полина Кнороз — чемпионка России в помещении (2022).

Награждён нагрудным знаком «Отличник физической культуры и спорта» (2007).